# Firewater (Tha Alkaholiks)
Firewater è il quinto e ultimo album del gruppo hip hop statunitense Tha Alkaholiks, pubblicato nel 2006 da Koch Records. Risulta essere il prodotto più debole del trio e quello meno redditizio a livello di vendite.
| Recensione | Giudizio |
| ---------- | -------- |
| AllMusic   | [ 1 ]    |

## Tracce
Musiche di E-Swift (tracce 1, 3, 5, 9-14 e 16), Breakmecanix (traccia 2), J-Ro (traccia 2), Keezo Kane (traccia 4), The Rural (tracce 6 e 15), Danger Mouse (traccia 8), Evidence (traccia 11).
1. Intro – 0:29
2. Turn It Up – 3:04
3. The Flute Song (LaLaLa) (feat. Savan) – 4:10
4. Popular Demand (feat. Haze, Pooh & Splow) – 3:40
5. The Get Down (feat. Savan) – 3:32
6. Get Into It (feat. Styliztik Jones) – 4:14
7. Faded – 1:32
8. Chaos – 3:03
9. Hangover (feat. Bishop Lamont & Styliztik Jones) – 4:22
10. Party Ya Ass Off – 3:47
11. Handle It – 3:18
12. On The Floor – 4:19
13. Poverty's Paradise (feat. Pooh) – 3:26
14. Drink Wit Us – 5:24
15. Do It – 3:38
16. Over Here (feat. King Tee) – 3:48

## Classifiche settimanali
| Classifica (2006)     | Posizione massima |
| --------------------- | ----------------- |
| US Independent Albums | 38                |